# Alto Caparaó
Alto Caparaó ist ein brasilianisches Município im Bundesstaat Minas Gerais. Es wurde 1995 durch die Abspaltung von Caparaó eigenständig. Bekannt ist der Ort als wichtigster Eingang in den Caparaó-Nationalpark. Neben dem Tourismus der Bergsteiger ist der Kaffeeanbau ein wichtiger Erwerbszweig.

## Etymologie

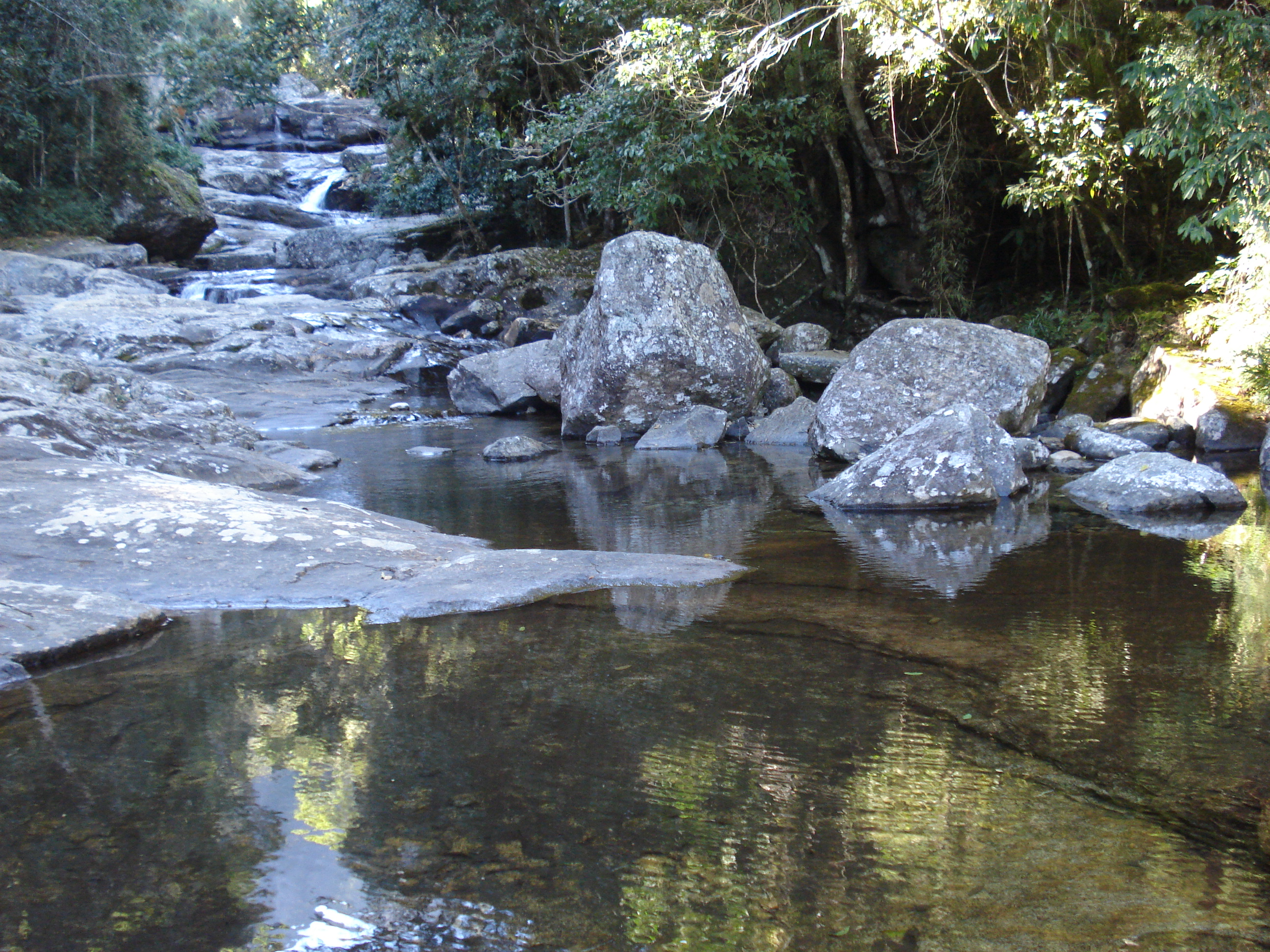
Caparaó-Fluss im Vale Verde

Der Ortsname ist eine Referenz auf den Fluss Caparaó und die Serra do Caparaó.

## Geschichte

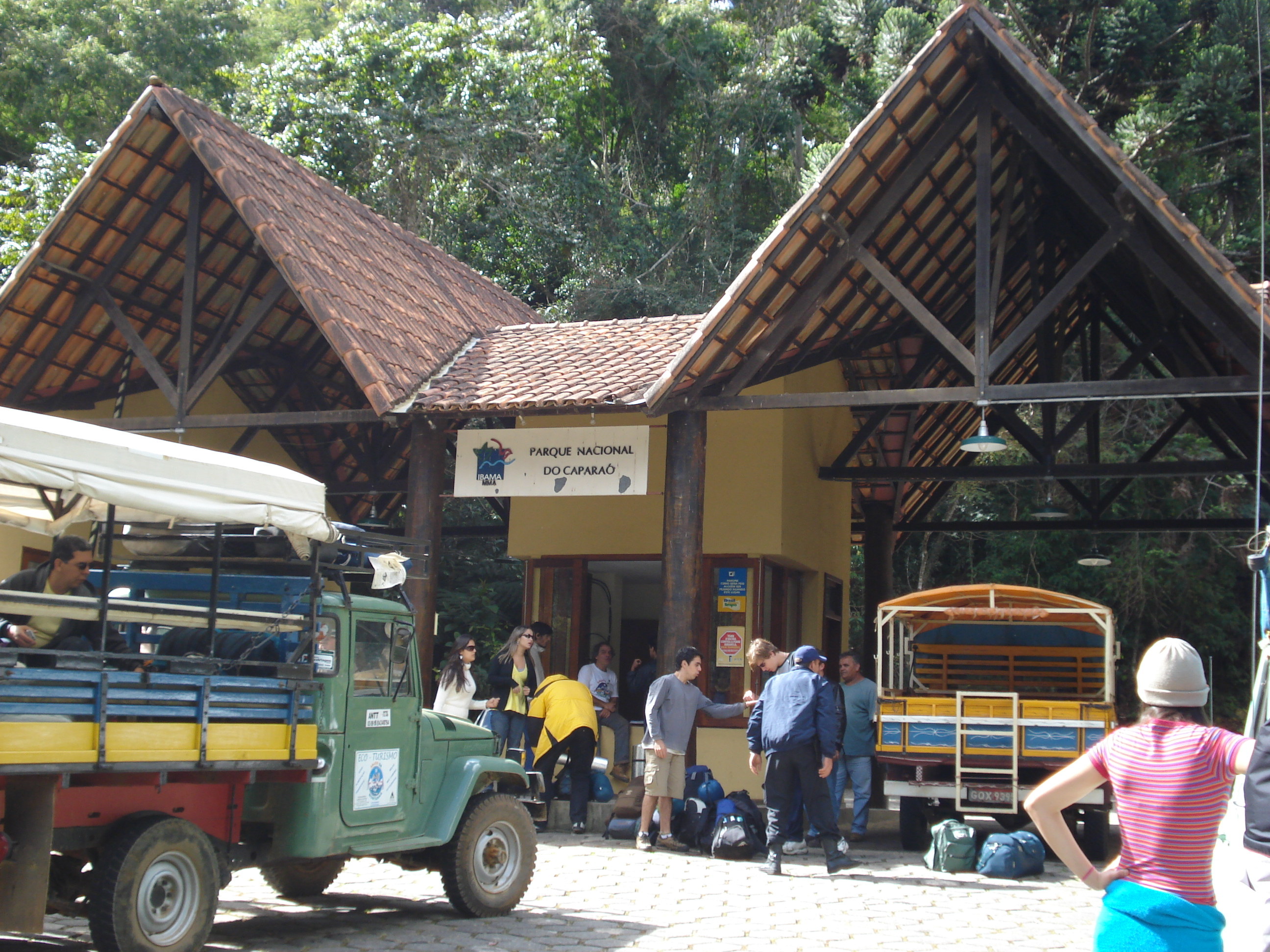
Verordnung des Bundesstaates Minas Gerais zum Nationalpark Alto Caparaó

Die ersten Bewohner der Region waren die Carajás-Indianer. Im Jahr 1928 kam Francisco Valério hierher und erwarb Land. Zu dieser Zeit waren die Ländereien noch weitgehend unbekannt und ohne Eigentumsurkunden (títulos de propriedade). Das zog große Viehzüchter auf das Land.
Alto Caparaó hat seinen Ursprung in einer Siedlung, die um das Jahr 1900 von deutschen Nachfahren gegründet wurde. Im Jahr 1948 lebten dort etwa 600 Einwohner in 80 Häusern.
Einige Errungenschaften gaben der Ortschaft neue Impulse:
1. Die Urbanisierungsarbeiten von Inimá Novais de Campos, der als erster die Schaffung des Nationalparks Caparaó vorschlug und dafür mehrere Anträge in der Legislative von Minas und in Brasília stellte;
2. Die Kartierung einer Straße zwischen Alto Caparaó und dem Pico da Bandeira durch die Deutschen Martim Palka und Ernesto Klettmhafer, wodurch eine der wichtigsten touristischen Routen Brasiliens entstand.
3. Die Gründung des Nationalparks Caparaó im Jahr 1961.

Im Jahr 1967 führte die Entdeckung einer Guerillabewegung, die wahrscheinlich die erste bewaffnete Oppositionsbewegung gegen das brasilianische Militärregime war und als Guerrilha do Caparaó bekannt war, dazu, dass etwa zehntausend Soldaten und die brasilianische Luftwaffe in die Region entsandt wurden, um die Guerillakämpfer zu verhaften. Die Anwesenheit von Kampfpanzern und Kampfflugzeugen war ein Ereignis, das das Leben der Menschen in der Region für immer geprägt hat.
Die Luftwaffe und die Armee kamen erst nach der Festnahme der Guerillakämpfer durch die Militärpolizei von Minas Gerais in die Region, die aufgrund einer Denunziation eines Apothekenbesitzers aus Espera Feliz an die Militärpolizei in der Stadt eine kleine Truppe entsandte, die die Revolutionäre festnahm, die aufgrund des Klimas und der unwirtlichen Gegend bereits erschöpft und krank waren.
Die Distrikte Caparaó und Caparaó Velho gehörten zu Carangola, wobei Caparaó sich 1962 emanzipierte und der Distrikte Caparaó Velho nun zum neuen Munizip gehörte. Durch das Gesetz 8.285 vom Oktober 1982 wurde der Distrikt Caparaó Velho in Alto Caparaó umbenannt und durch eine Volksabstimmung 1995 unabhängig. Die ersten Wahlen fanden 1996 statt und das Munizip Alto Caparaó wurde am 1. Januar 1997 gegründet.
Diese Gemeinde in Minas Gerais ist relativ neu, aber sie gewinnt auf nationaler Ebene an Bedeutung, da sie das Tor von Minas Gerais zum Nationalpark Caparaó ist, in dem sich der Pico da Bandeira befindet, der dritthöchste Punkt Brasiliens.

## Demografie
Laut der brasilianischen Volkszählung 2010 lebten dort 5297 Einwohner und nach der amtlichen Schätzung von 2016 betrug die Einwohnerzahl 5428. Nach der brasilianischen Volkszählung von 2022 war die Einwohnerzahl 5.795. 2024 wurde die Einwohnerzahl auf 5.982 geschätzt.

## Geographie
In der Zona da Mata Mineira nahe der Grenze zu Espírito Santo befinden sich der Pico do Cristal mit einer Höhe von 2.769,05 Metern und die Mineiro-Seite des Pico da Bandeira mit einer Höhe von 2.891,32 Metern, dem höchsten Punkt von Minas Gerais und dem dritthöchsten Brasiliens, an der Grenze zum Municipio Ibitirama im Bundesstaat Espírito Santo. Die Serra do Caparaó ist nach der Serra do Imeri die zweithöchste Bergkette Brasiliens, mit einer Mindesthöhe von 997 m, und weist den größten Höhenunterschied Brasiliens auf.

### Hydrografie
Die Hydrographie der Region zeichnet sich durch kristallklare Flüsse aus, die im Nationalpark Caparaó entspringen. Die Flüsse Caparaó und José Pedro sind die wichtigsten der Region. Am Fluss José Pedro, der das Vale Encantado (Verzaubertes Tal) durchfließt, gibt es kleine Wasserfälle und Badestellen, und in der Nähe von Tronqueira befindet sich der große Wasserfall Cachoeira Bonita mit einer Höhe von 80 Metern. Der Fluss Caparaó durchquert in seinen unteren Abschnitten das Vale Verde, wo es einen Wasserfall und mehrere natürliche Becken sowie einen Picknickplatz mit Grillplätzen, Umkleidekabinen und Toiletten gibt. Dieser Fluss, der die Gemeinde durchquert, gehört zum Wassereinzugsgebiet des Flusses Itabapoana und mündet schließlich in den Atlantik.

### Klima
Die Stadt hat ein tropisches Höhenklima mit einer durchschnittlichen Jahrestemperatur zwischen 19 °C und 22 °C, wobei der Februar der wärmste und der Juli der kälteste Monat ist. Die Niederschlagsmenge liegt bei etwa 1.000 mm pro Jahr, wobei die meisten Niederschläge zwischen November und Januar fallen. Im Winter kommt es in der Serra do Caparaó zu Frost.

## Wirtschaft und Tourismus
Ein Großteil der Fläche der Gemeinde ist von Kaffeeplantagen bedeckt. Ein weiterer Teil wird vom Nationalpark Caparaó eingenommen. Der Kaffeeanbau und der Tourismus sind die beiden wichtigsten Wirtschaftszweige des Municipios.
Alto Caparaó gehört zum Touristenkreis Pico da Bandeira und ist eines der Eingangstore zum Nationalpark Caparaó. Der andere Eingang zum Park befindet sich im Munizip Dores do Rio Preto. Der Park ist die wichtigste Touristenattraktion, in dem sich unter anderem der Wasserfall Cachoeira Bonita, die Täler Verde und Encantado, der Pico da Bandeira und der Pico do Cristal befinden.

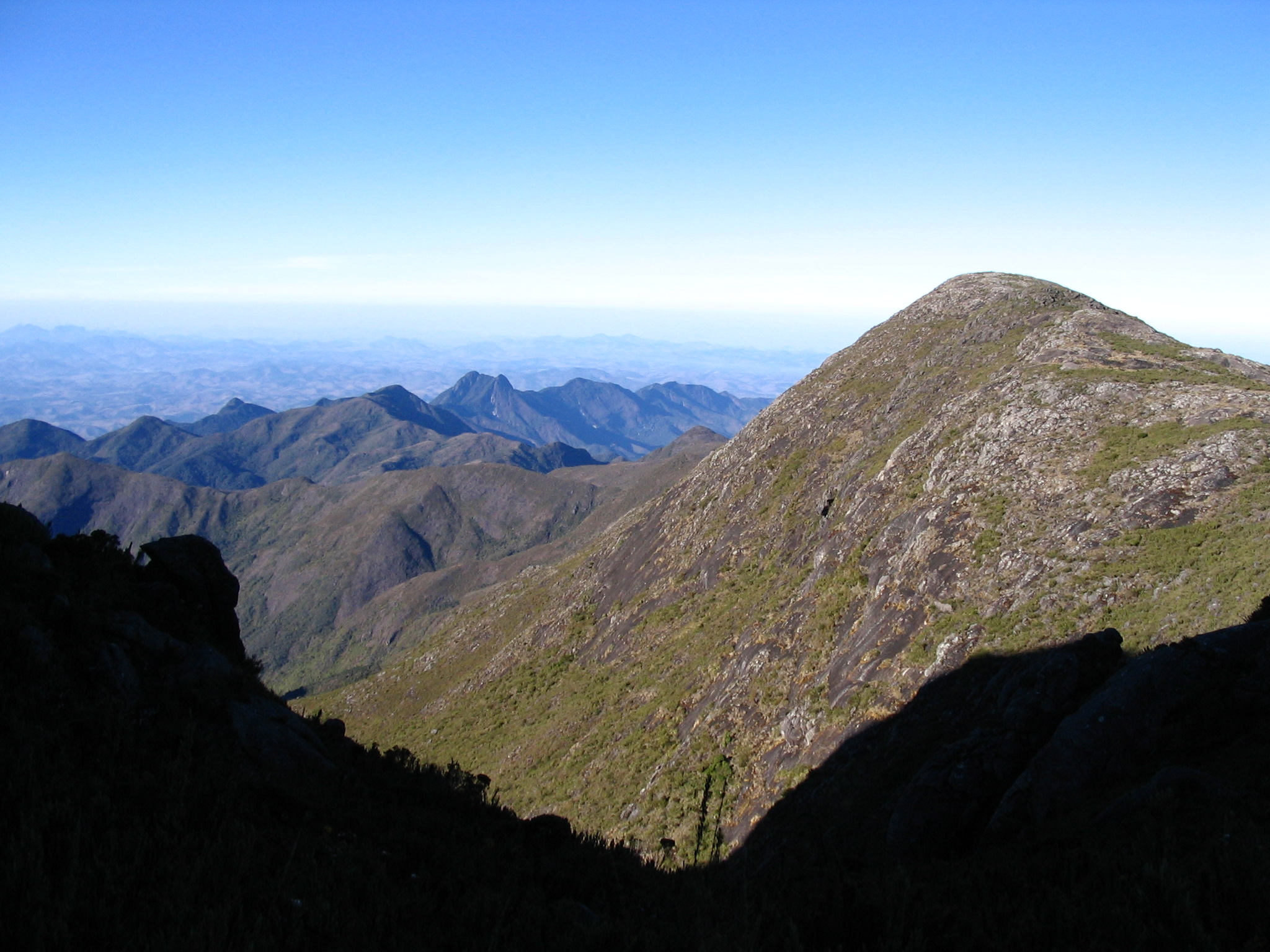
Caparaó-Nationalpark

Aufgrund ihrer privilegierten Lage in Bezug auf den Pico da Bandeira verfügt die Stadt Alto Caparaó über ein Hotelnetzwerk, das aus Hotels, Pensionen und rustikalen Chalets besteht. Im Nationalpark gibt es zwei Campingplätze: Der erste ist Tronqueira mit einer Zufahrtsstraße für Fahrzeuge und der zweite ist Terreirão, der nur über Wanderwege erreichbar ist und sich auf halbem Weg zwischen dem ersten Campingplatz und dem Pico da Bandeira befindet.

### Nationalpark Caparaó

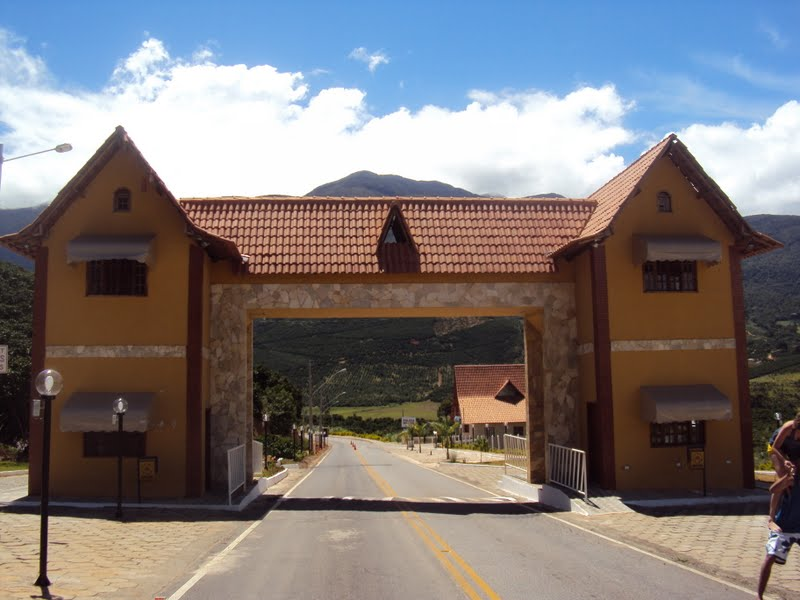
Portal Alto Caparaó

Er wurde am 24. Mai 1961 durch das Bundesdekret (decreto federal) Nr. 50.646 gegründet und hat zum Ziel, neben dem Pico da Bandeira auch repräsentative Beispiele für Ökosysteme der „Höhenfelder“ („campos de altitude“) und des tropischen Laubwaldes sowie vom Aussterben bedrohte Tierarten zu schützen. Der Nationalpark Caparaó gehört zu den meistbesuchten Parks des Landes und ist ein Anziehungspunkt für die Entwicklung des Ökotourismus, wodurch direkte und indirekte Arbeitsplätze geschaffen werden.

## Religion
Die Mutterkirche Nossa Senhora da Conceição, die 1890 von Pater Antônio Filizola erbaut wurde, war die erste religiöse Stätte der Gemeinde. Die kleine Kirche mit ihrer schönen Architektur kann als lokales historisches Kulturerbe betrachtet werden. Am 31. Juli 1913 wurde die Baptistenkirche (Igreja Batista) gegründet. Die erste presbyterianische Kirche (Igreja Presbiteriana) wurde am 12. März 1922 gegründet. Später kamen die Kirche Brasil para Cristo, Deus é Amor und die Assembleia de Deus hinzu. Die europäischen Einwanderer, die den sogenannten protestantischen Religionen angehörten und bei der Kolonisierung der Region halfen, bewahrten ihre Gottesdienste und religiösen Traditionen und trugen zur religiösen Vielfalt der Gemeinde bei, sodass heute die Mehrheit der Gemeinde protestantisch ist und die größte protestantische Gruppe die Presbyterianer sind.
Laut der Volkszählung des brasilianischen Instituts für Geografie und Statistik (IBGE) waren 2010 55,9 % der Bevölkerung der Gemeinde evangelisch, 29,0 % römisch-katholisch, 11,3 % konfessionslos, 0,1 % jüdisch, 0,1 % spiritistisch, 0,04 % Mitglieder der Weltmessianischen Kirche (Igreja Messiânica Mundial) und 3,5 % ohne Angabe der Religionszugehörigkeit oder mit Mehrfachzugehörigkeit.
Unter den protestantischen Konfessionen in Alto Caparaó bilden die Presbyterianer mit 24,2 % der Bevölkerung die größte Gruppe. Die Baptisten machen 20,0 % aus, während 8,3 % Pfingstler sind, 2,9 % Adventisten, 0,2 % Methodisten und 0,4 % sich als Evangelikale bezeichnen, ohne eine bestimmte Konfession anzugeben (Stand: 2010).

Die Assembleias de Deus sind mit 4,6 % der Bevölkerung die größte Pfingstgruppe, gefolgt von der Pfingstkirche Deus é Amor mit 1,4 % und der christlichen Kirche Maranata (Igreja Cristã Maranata) mit 1,0 % (Stand: 2010).

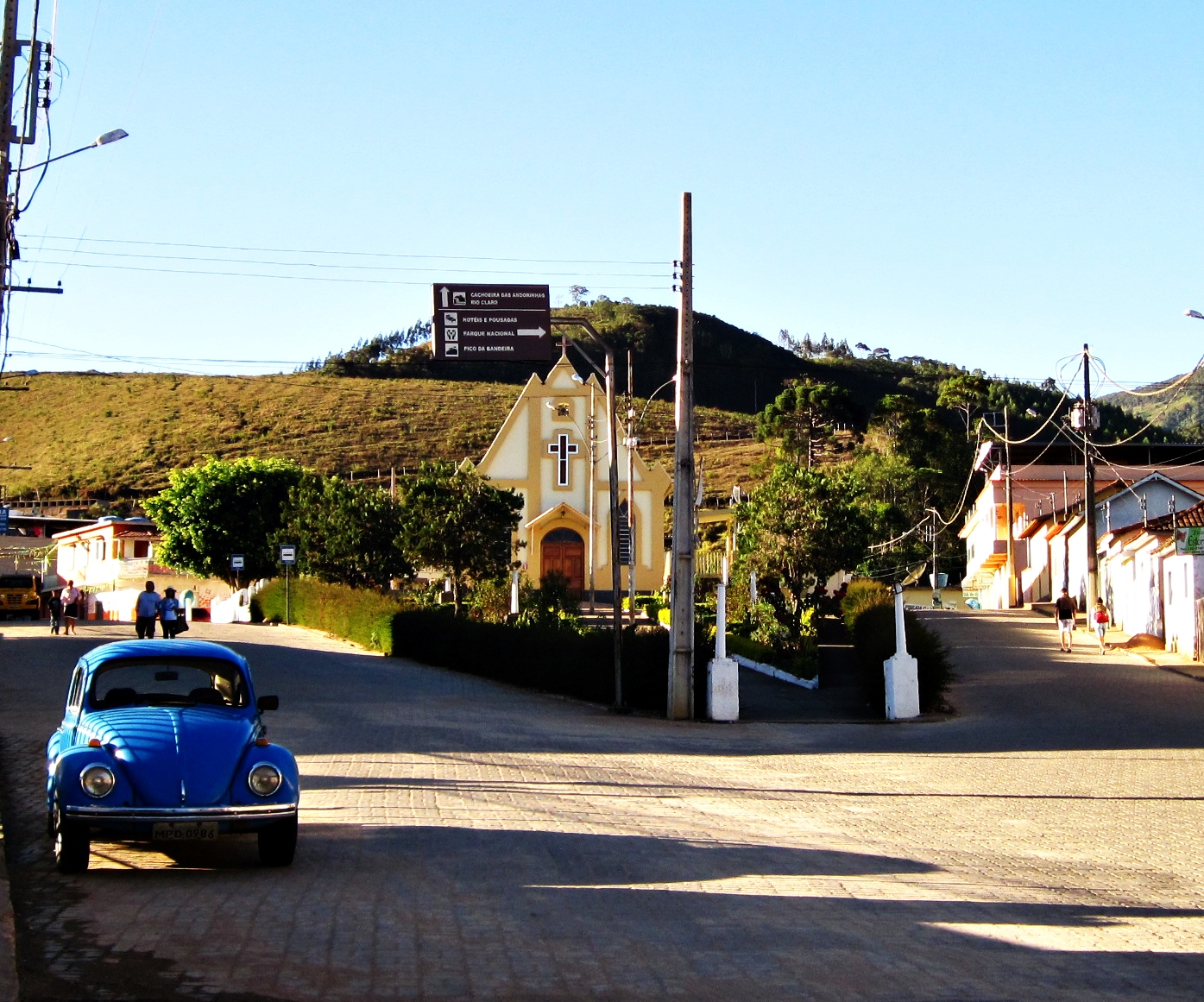
Matrix und Zentrum von Alto Caparaó
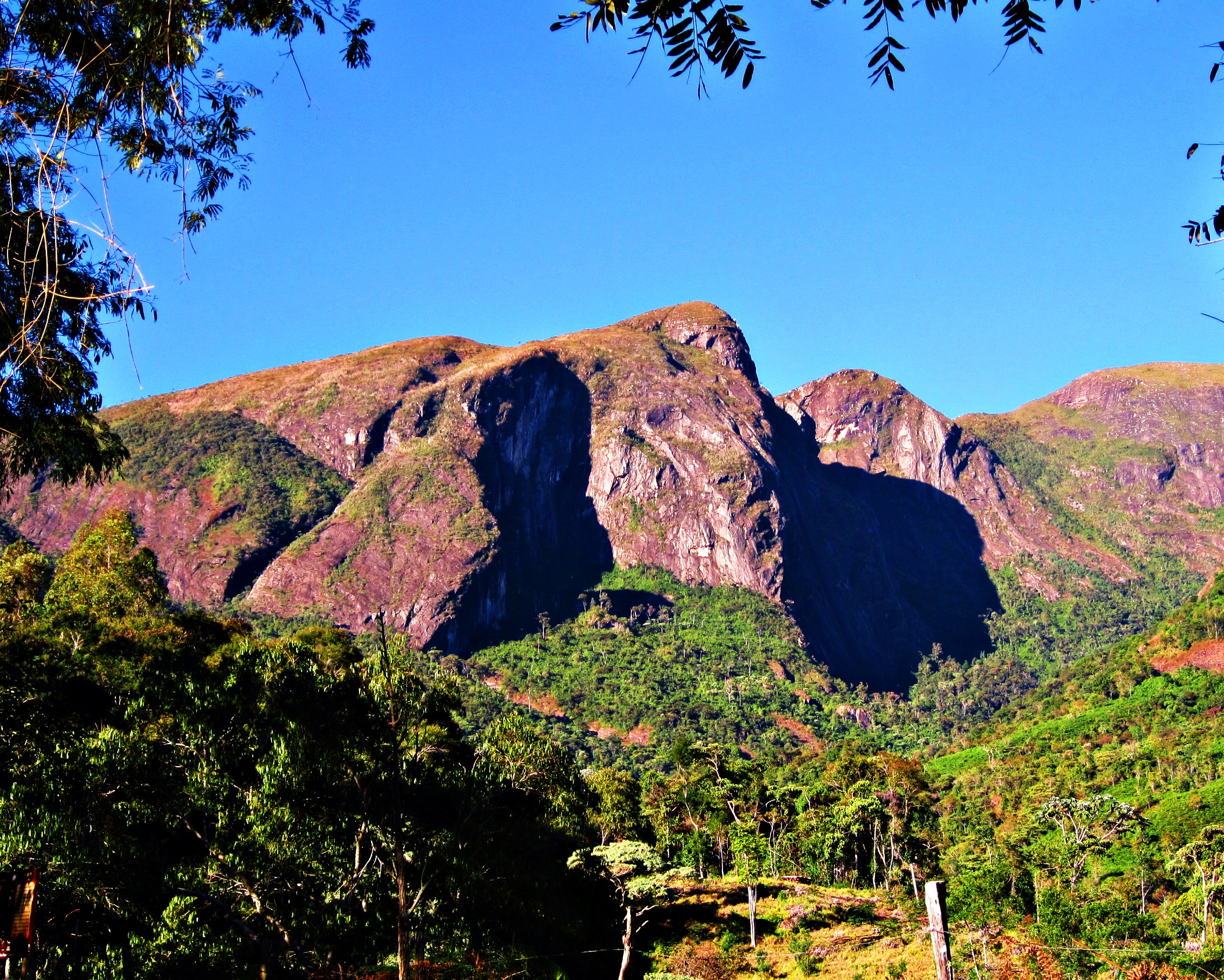
Felsformation namens „Gesicht Christi“ („Face de Cristo“)
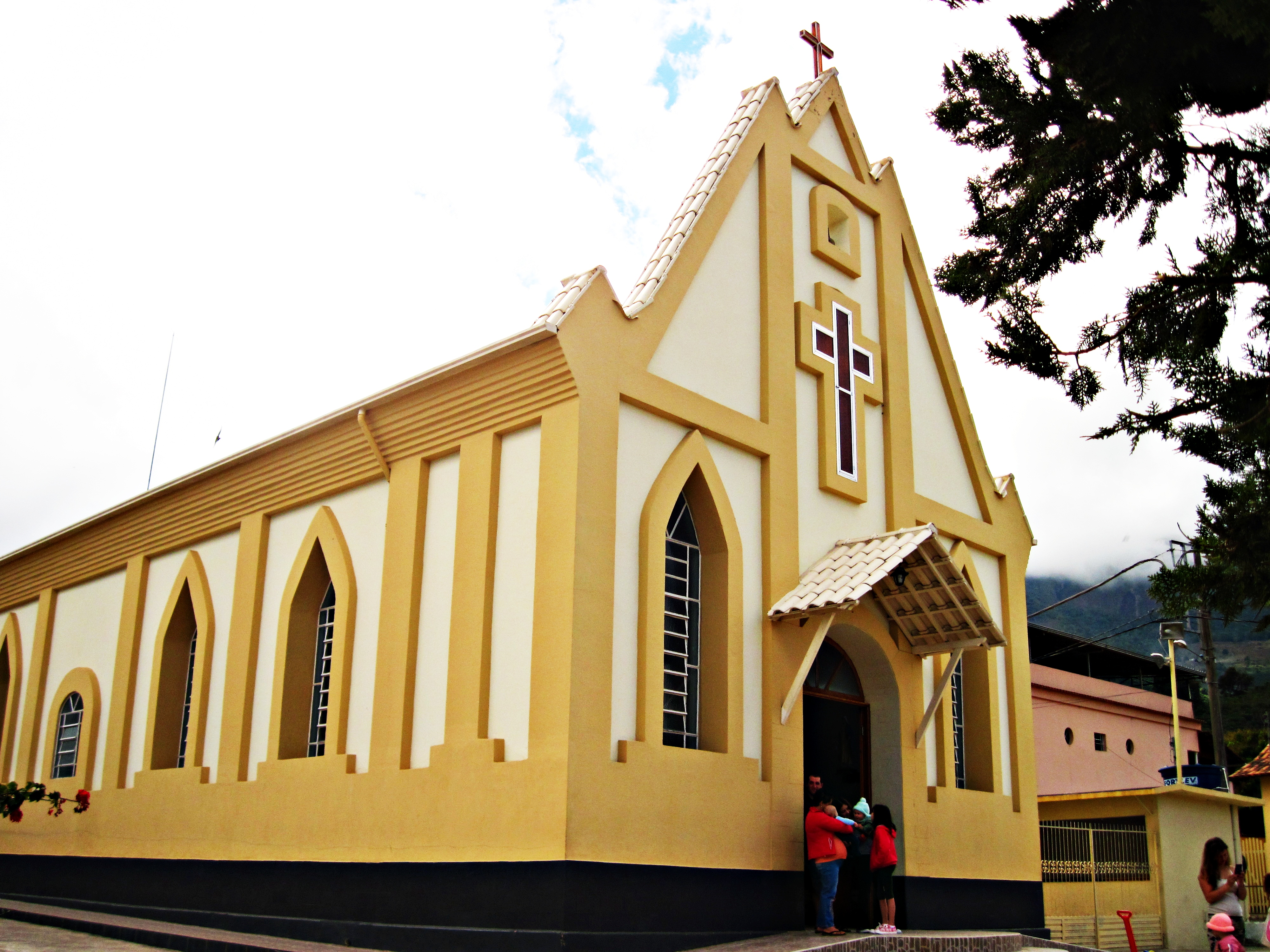
Hauptkirche Unserer Lieben Frau von der Empfängnis (Igreja Matriz de Nossa Senhora da Conceição)
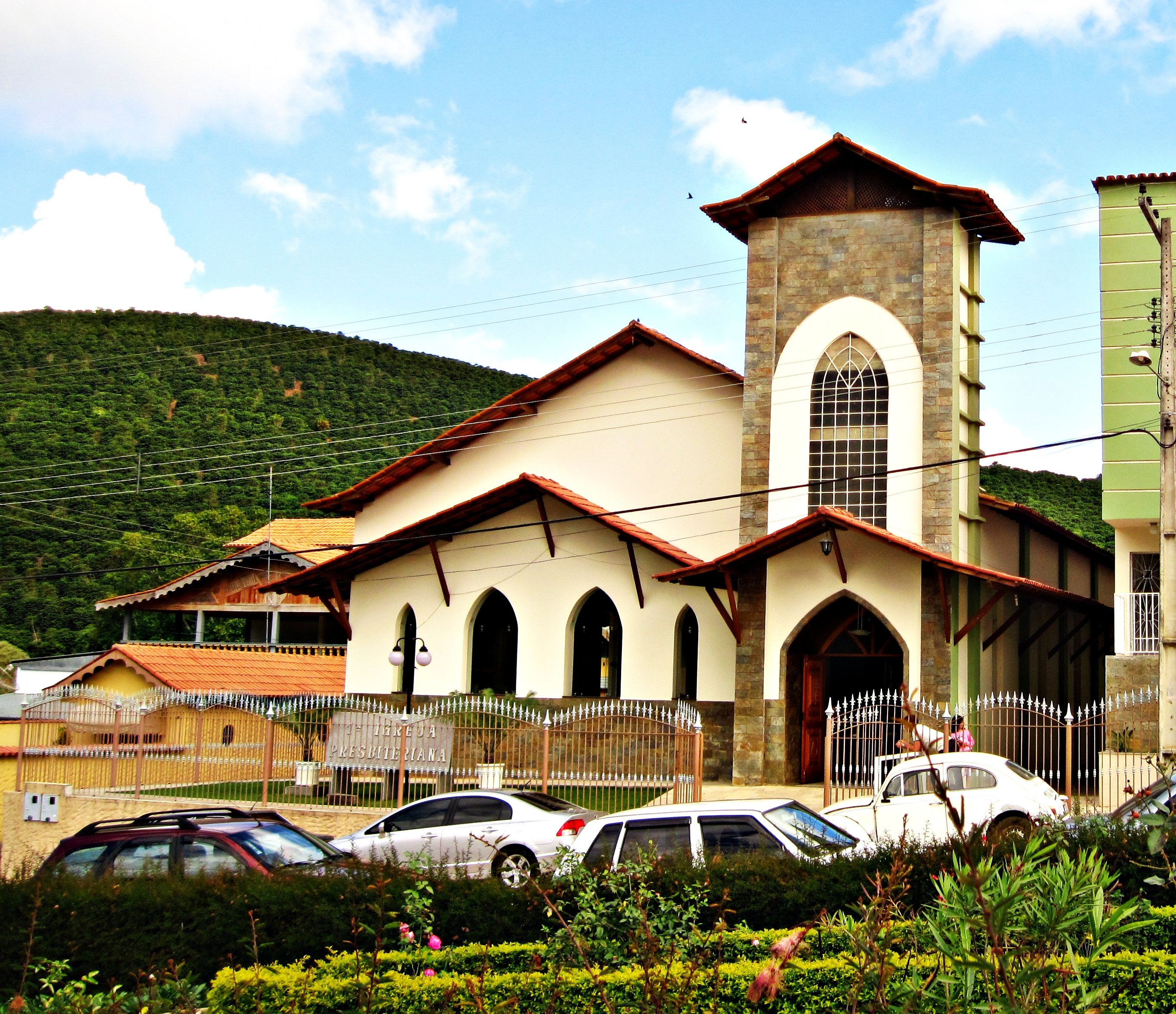
1. Presbyterianische Kirche von Alto Caparaó (1ª Igreja Presbiteriana de Alto Caparaó)

## Politik
Von 2021 bis 2024 war José Jacomel Júnior (PSDB) der Bürgermeister (Prefeito). Sebastião Ananias Campos ist von 2025 bis 2028 der Prefeito.